# زیفرسهایم
سیفرسهایم (به آلمانی: Siefersheim) یک شهر در آلمان است که در آلزی-ورمز واقع شده‌است. سیفرسهایم ۱٬۲۸۲ نفر جمعیت دارد.